# 藤子まい
藤子 まい（ふじこ まい、1990年4月21日 - ）は、日本のタレント、グラビアアイドル。埼玉県出身。

## 略歴
2007年、DVD『Tパフェ Iカップ編 小田切まい 16才』でデビュー。デビュー時の芸名は小田切 まいであったが、同年2月に藤子 まいと改名。
2008年9月発売のDVD『VOLTAGE-CLASH』を最後に引退と言われたが、引退したのはグラビアアイドルとしての活動だけであり、芸能界を引退したわけではないとのこと。
さらにその後、グラビアアイドルとしての活動も再開しており、グラビアアイドル復帰宣言も行われた。
2009年1月から、2ちゃんねるの芸能・音楽・スポーツニュース速報+板の記者を行っている。その経緯から2011年11月より日本テレビ『芸能★BANG!』では2ちゃんねる記者・芸能番として準レギュラーを担当。
マスメディアで度々森三中の大島美幸に似ていると言われるが、友達には“埼玉の井上和香”や“しょこたんっぽい”などと言われていた。

## 人物
- 高校1年の秋にスカウトされた。
- グラビアデビューするまではサラサラのロングヘアだった。しかし、インパクトを強くしたいと思い、当時アルバイトしていた美容室でバリカンを借りて、自分でショートヘアにした。
- ボーイッシュな髪型の外見とは裏腹に、16歳にしてIカップという豊満な胸を持つ。2010年1月時点でLカップになった[要出典]。
- 趣味はショッピング、特技はブリッジ。
- デビュー作では、コスプレやブリッジに挑戦したり、ヨーグルトをこぼしながら食べたりと過激な内容である一方で、衣装がメイド服であったり、いちごの日（1月15日）から大々的に売り出し始める。
- 『前向きおブスちゃんバラエティ ぽじてぃブス』（日本テレビ「サタデーバリューフィーバー」）では、森三中の大島美幸と共演した。
- 2008年1月、芸名をGood-jobグッジョブ 藤子・F・まいたそと改名した。現在はニックネームとしている。ネーミングは『ドラえもん』の作者で知られる漫画家の藤子・F・不二雄を彷彿させるが関連はない。
- 東スポで連載ページを担当[要検証 – ノート]。
- 2011年6月、コアマガジン社のアイドルゴシップ総合誌（月刊誌）『ブレイクマックス』7月号の緊急取材企画にて芸能界の暴露話とともに今後の予定について近況を報告した[5]。
- デビュー後しばらくしてへそピアスを開けている。

## 作品

### イメージビデオ
まい名義
- 爆乳少女〜ボンバーガール〜 まい 15才（金銀財宝社）

小田切まい名義
- Tパフェ Iカップ編 小田切まい 16才（2007年1月24日、イーネット・フロンティア）
- Tパフェ Iカップ編 Reターン 小田切まい 16才（2007年5月23日、イーネット・フロンティア）

藤子まい名義
- 私が、藤子まいだ。（2007年5月23日、ビーエムドットスリー）
- たわわな彼女。（2007年7月13日、心交社）
- 藤子まい EIGHT（2007年09月22日、VU）
- 藤浦めぐ&藤子まい EIGHT（2007年11月18日、VU）
- VOLTAGE-CLASH（2008年9月29日、オルスタックピクチャーズ）
- 脱!!ブスドル宣言!! 生!!現役女子高生 藤子まい〜素裸・素顔・自宅・丸覗き〜（2009年9月5日、グラマラスキャンディ）
- Re:BORN! 〜ブスドル復活〜 藤子まい（2011年7月21日、M.B.D メディアブランド）
- ノーモザ 藤子まい（2011年12月15日、郡司大地監督、グラッツコーポレーション）
- Ten-nyo（2012年10月19日、type-R）
- 過激少女（2012年12月21日、type-R）
- 見つめちゃ、イヤ。（2013年1月30日、オルスタックピクチャーズ）
- グラドル大集合 温泉イヤァーン慰安旅行（2013年2月27日、オルスタックピクチャーズ） 共演：矢崎まこと、愛実

## 出演

### ファッションショー
- シブヤコレクション（2009年12月13日）

### 番組
- GO!GO!GyaO（番組連動の公式ブログ）
  - 2007年2月5日正午以降、オンデマンド放送開始。
- Goro's Bar（TBS、2007年3月8日）
- 惑星ジャパ〜ン!（日本テレビ「サタデーバリューフィーバー」、2007年3月24日）
- 前向きおブスちゃんバラエティ ぽじてぃブス（日本テレビ「サタデーバリューフィーバー」、2007年6月2日）
- 明石家さんちゃんねる（TBS、2009年）
- 『ぷっ』すま （テレビ朝日、2009年7月21日） ザ・ギリギリマスター（実在するカップサイズ当て）コーナーに出演。
- うぇぶたま（テレビ東京、2010年）
- やりすぎコージー（テレビ東京、2010年）
- グラドルAV鑑賞記 #10・#11・#12・#26（つくばテレビ、2010年・2011年4月）
- 芸能★BANG!（日本テレビ、2011年11月28日） - 2ちゃんねる記者=キャップ (電子掲示板)・記者として。
- ヨソで言わんとい亭 〜ココだけの話が聞ける（秘）料亭〜 （2016年1月28日 テレビ東京）

### ネットライブ
- 生主の祭典 ナマケット2〜ニコ生で一番面白いのは俺だ!〜（ニコニコ生放送 公式イベント 勝ち抜き合戦）－結果、全国2位。愛乃まーに、吉岡奈々子、丘咲エミリ（2011年8月28日、原宿ニコニコ本社）
- DMMライブチャット、ハンドルネームは元祖ブスドル藤子まい。

### ラウンドガール
- JKB48（J-NET KICKBOXING GIRLS）ユニット育成プロジェクト・公開オーディション総選挙・最終選考（2011年12月10日）

### MC
- 地下アイドル(からくりかまきりぃ♪)-MCも担当（隔週担当）

### 雑誌
- コアマガジン社『ブレイクマックス』7月号－あのブスドルがグラビア界の闇を暴露！藤子まい・インタビュー。